# Paul Roussel
Paul Hypolyte Réné Roussel (* 23. Oktober 1867 in Paris, Frankreich; † 1. Januar 1928 ebenda) war ein französischer Bildhauer.

## Leben

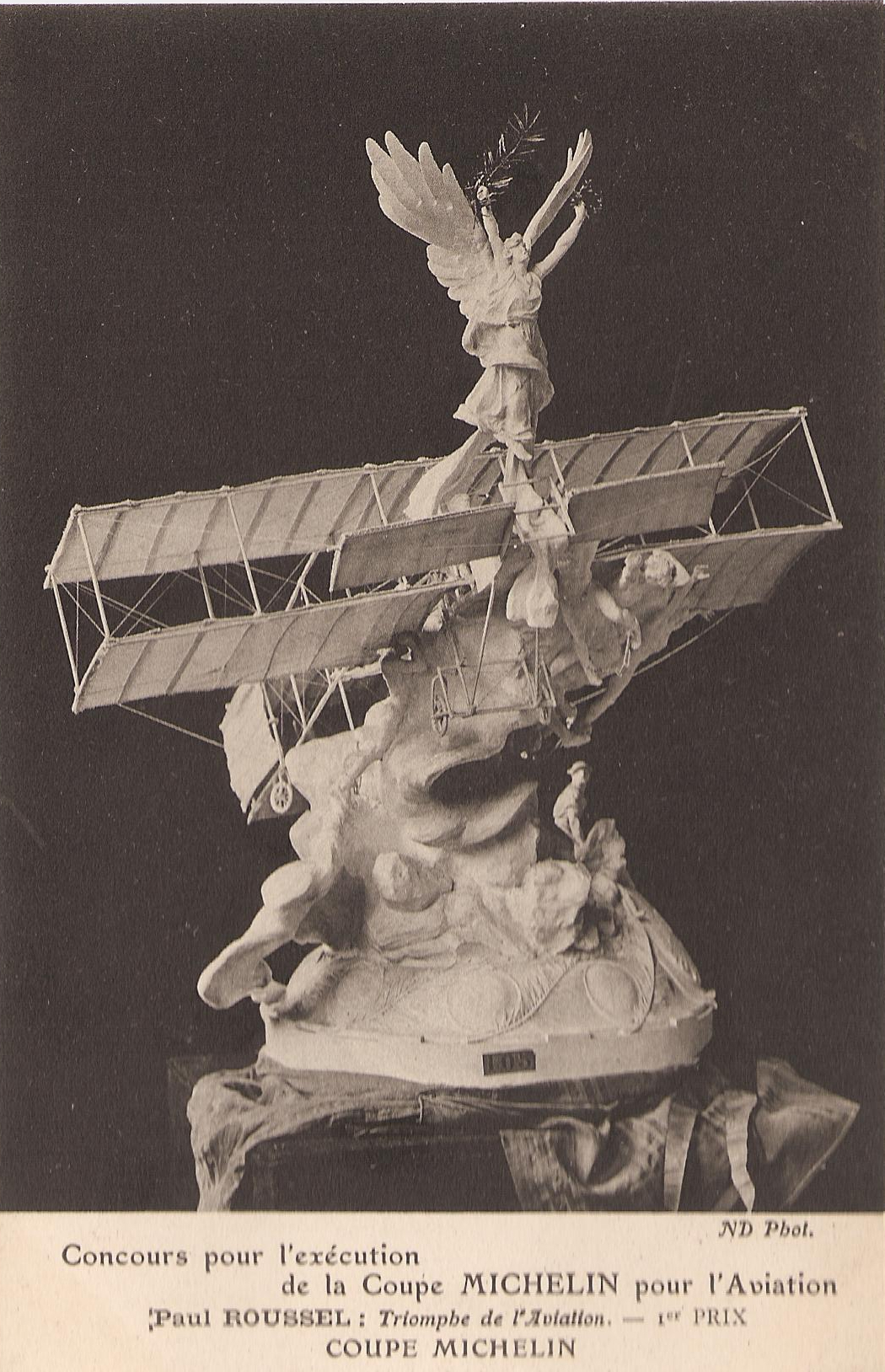
Coupe Michelin International, Trophäe für Langstreckenflüge, Paul Roussel, 1909

Paul Hypolyte Réné Roussel studierte an der École des Beaux-Arts in Paris bei Pierre-Jules Cavelier, Louis-Ernest Barrias und Jules Coutan.
Mit seinem Flachrelief aus Gips betitelt David, vainqueur de Goliath, amené en triomphe à Saül (heute ausgestellt in der Pariser Ecole Nationale Supérieure des Beaux-Arts) gewann er 1895 den Grand Prix de Rome, was ihm einen Aufenthalt bis 1899 in der Villa Medici in Rom ermöglichte.
Nach seiner Rückkehr aus Italien stellte Roussel regelmäßig auf den Salons der Société des Artistes Français in Paris aus. Er fertigte zahlreiche Skulpturen, die vom französischen Staat und privaten Sammlern angekauft wurden. Auf der Weltausstellung Paris 1900 gewann er die Silbermedaille.
Im Juli 1920 wurde er als Ritter in die Ehrenlegion aufgenommen.

## Werke (Auswahl)
Roussels Arbeiten sind in einigen französischen Museen ausgestellt, dazu gehören:
- Buste de Mademoiselle Gillet; Musée du château de Blois, Blois.
- Buste de Madame Bertaux; Musée du château de Blois.
- Nonia; Musée du château de Blois.
- Buste de Paul Bourget; Musée Condé, Chantilly.
- Statuette de Henri d'Orléans duc d'Aumale; Musée Condé.
- Homere chantant; Musée d’Orsay, Paris.
- Eve ou la pomme; Musée d’Orsay.

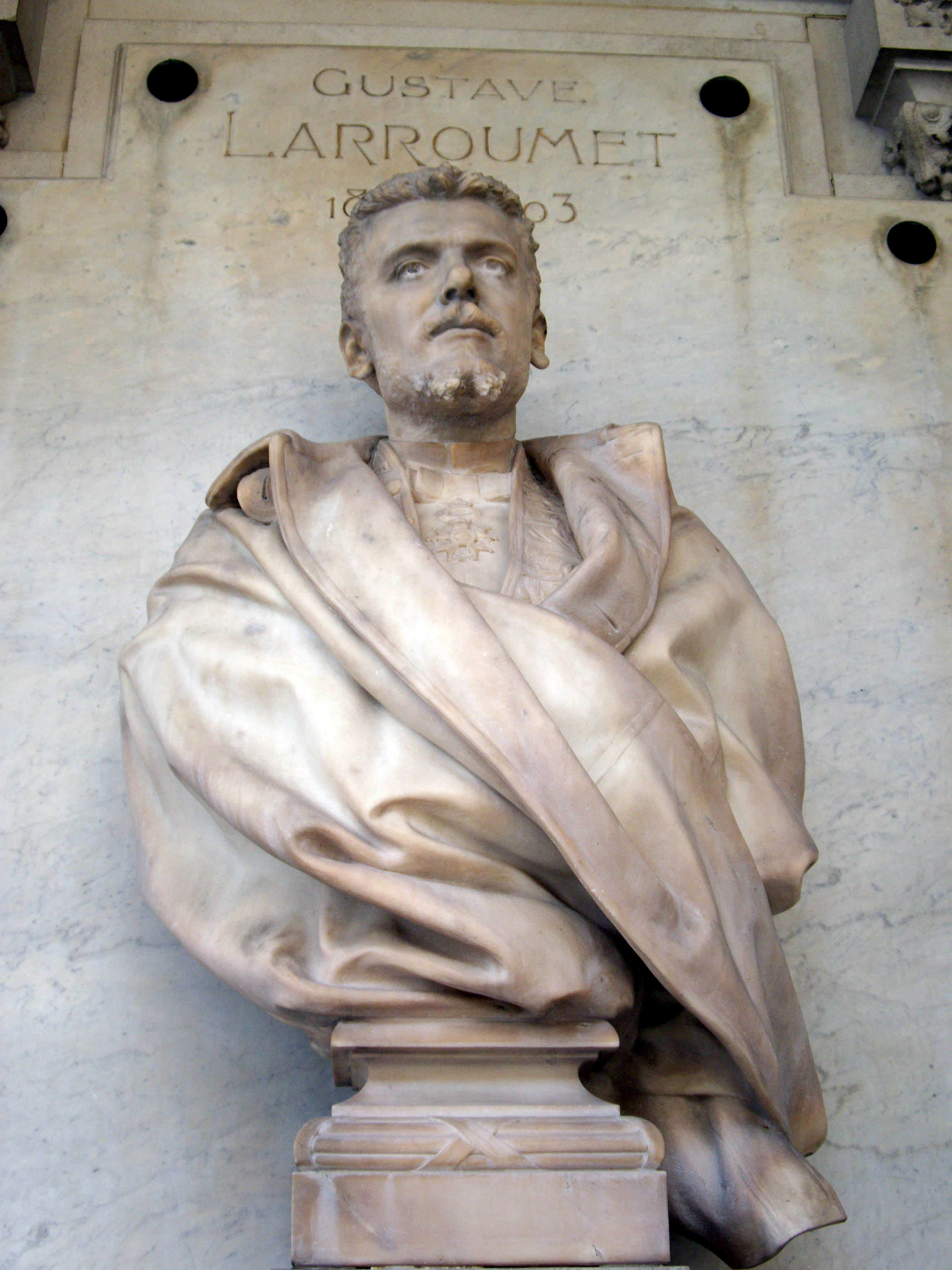
Büste Gustave Larroumet am Théâtre-Français au Palais-Royal, Paris.
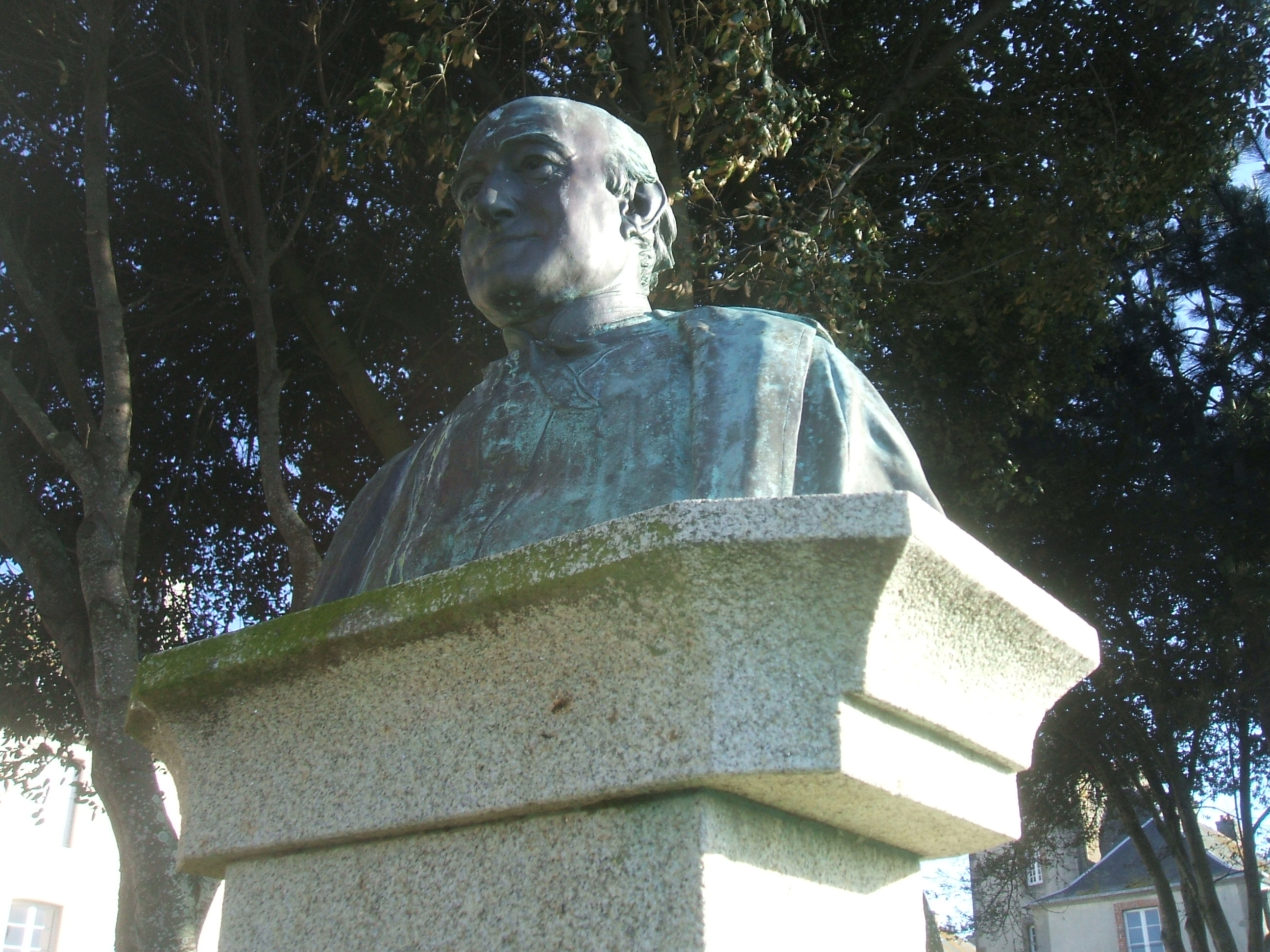
Büste de Louis Duchesne in Saint-Malo.
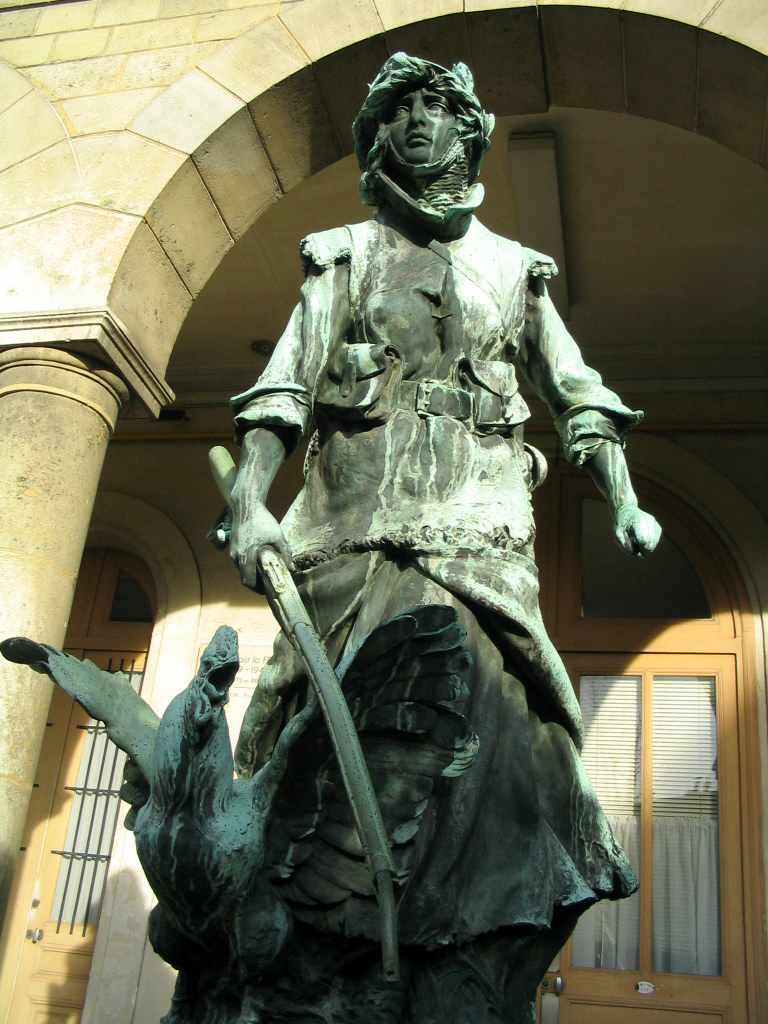
Denkmal am Lycée Arago in Paris, zur Erinnerung an für Frankreich gestorbene Studenten.
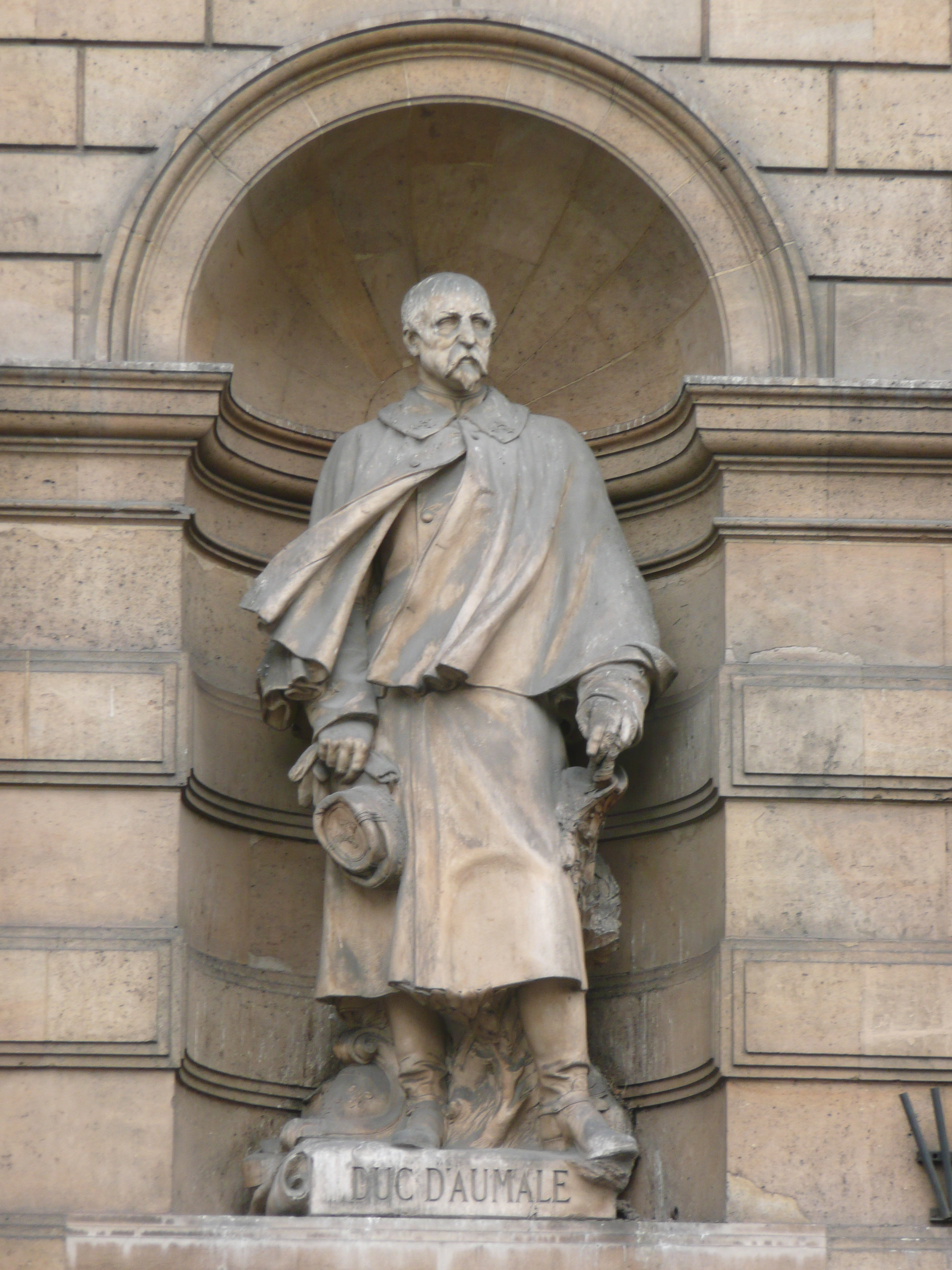
Statue des D’Aumale; Louvre, Paris.